# Te extraño, te olvido, te amo
"María" é uma canção do cantor porto-riquenho Ricky Martin, lançada como primeiro single de seu terceiro álbum de estúdio, A Medio Vivir (1995). A canção teve lançamento oficial como single pela Sony Discos e Columbia Records em 10 de julho de 1995, no formato de CD Single.

## Videoclipes
Foram produzidos dois videoclipes diferentes para a canção, sendo que o primeiro foi gravado em 1995 e o segundo em agosto de 1997. O videoclipe foi dirigido por Christophe Gstalder.

## Formatos e lista de faixas
European CD single
1. "Te Extraño, Te Olvido, Te Amo" (Radio Edit) – 3:58
2. "Somos la Semilla" – 3:56

European CD maxi-single
1. "Te Extraño, Te Olvido, Te Amo" (Radio Edit) – 3:58
2. "Te Extraño, Te Olvido, Te Amo" (Album Version) – 4:42
3. "Dónde Estarás" (Radio Edit) – 3:43
4. "Dónde Estarás" (Extended Remix) – 4:45
5. "Dónde Estarás" (PM Project Extended Remix) – 6:10

European CD maxi-single
1. "Te Extraño, Te Olvido, Te Amo" (Album Version) – 4:42
2. "Bombón de Azúcar" (M&N Classic Club Mix) – 6:14
3. "Bombón de Azúcar" (The Disco Dream Dub) – 5:20

## Charts e certificações

### Charts
| Chart                               | Melhor posição |
| ----------------------------------- | -------------- |
| US Billboard Hot Latin Songs        | 9              |
| US Billboard Latin Pop Airplay      | 2              |
| US Billboard Latin Tropical Airplay | 9              |
| Belgian Wallonia Singles Chart      | 4              |
| French Singles Chart                | 4              |
| Swiss Singles Chart                 | 19             |

### Charts de fim-de-ano
| Chart (1997)                   | Posição |
| ------------------------------ | ------- |
| Belgian Wallonia Singles Chart | 26      |
| francês Singles Chart          | 27      |

### Certificações
| País    | Certificação |
| ------- | ------------ |
| Bélgica | Ouro         |
| França  | Ouro         |